# Langdon (New Hampshire)
Pour les articles homonymes, voir Langdon.
Langdon est une ville du Comté de Sullivan au New Hampshire aux États-Unis. Selon le recensement de 2010, 688 habitants vivent à Langdon .
La ville fut nommée à l'honneur de John Langdon, un des Pères fondateurs des États-Unis.